# Gstadt am Chiemsee
Gstadt am Chiemsee é um município da Alemanha, situado no distrito de Rosenheim, no estado da Baviera. Tem 10,70 km² de área, e sua população em 2019 foi estimada em 1.206 habitantes.